# Черновский сельсовет (Краснополянский район)
Черновский сельсовет — упразднённая административно-территориальная единица, существовавшая на территории Московской губернии и Московской области в 1925—1954 годах.
Черновский сельсовет был образован 23 ноября 1925 года в составе Трудовой волости Московского уезда Московской губернии путём выделения из Ивановского с/с.
По данным 1926 года в состав сельсовета входили деревни Большая Чёрная и Хлябово.
В 1929 году Черновский с/с был отнесён к Коммунистическому району Московского округа Московской области.
27 февраля 1935 года Черновский с/с был передан в Дмитровский район.
4 января 1939 года Черновский с/с был передан в Краснополянский район.
23 ноября 1951 года к Черновскому с/с был присоединён Румянцевский с/с (селения Драчёво, Малое Ивановское, Подольниха, Румянцево, Фелисово и Фоминское).
27 марта 1954 года в Черновском с/с был образован посёлок Трудовая.
14 июня 1954 года Черновский с/с был упразднён. При этом его территория (селения Большая Чёрная, Драчёво, Малое Ивановское, Подольниха, Румянцево, Трудовая, Фелисово, Фоминское и Хлябово) была передана в Сухаревский с/с.